# Nivi Pedersen
Nivi Pedersen (* 1989) ist eine grönländische Schauspielerin und Regisseurin.

## Leben
Nivi Pedersen wuchs in Aasiaat auf, besuchte aber auch zwei Jahre lang ein Gymnasium in Kanada, bevor sie 2012 nach Nuuk zog, um am Ilisimatusarfik Sprache, Literatur und Medien zu studieren. Ihre erste Filmrolle erhielt sie im Alter von rund 25 Jahren in Malik Kleists Horrorfilm Unnuap Taarnerpaaffiani („Wenn die Nacht am dunkelsten ist“). Weil sie gerne selbst als Regisseurin arbeiten wollte, besuchte sie 2017 The European Film College in Ebeltoft und unterbrach hierfür ihr Studium in Nuuk, das sie aber im Folgejahr abschloss. Als Abschlussarbeit am College schuf sie den Kurzfilm Snow („Schnee“) über das Schneeschippen in Grönland. 2019 war sie Regisseurin des in Zusammenarbeit mit der grönländischen Sozialverwaltung entstandenen Dokumentarfilms Pilluarneq Ersigiunnaarpara („Ich fürchte mich nicht mehr vor dem Glück“), der die Kindheitstraumata sexuell missbrauchter Personen behandelt. Für diesen erhielt sie 2020 den Moon Jury Award beim ImagineNative Film + Media Arts Festival, dem größten Filmfestival der Welt für indigene Filmproduktionen, sowie den Innersuaq-Preis der grönländischen Filmgesellschaft. 2020 veröffentlichte sie den Kurzfilm Updated, der wie ihre anderen Produktionen mit ihrer eigenen Produktionsfirma Nivaara Films entstanden ist. Das nächste Mal wirkte sie erst 2019 selbst als Schauspielerin an einem Film mit, nämlich Otto Rosings Komödie Ukiutoqqami Pilluaritsi („Guten Rutsch“). Anschließend wirkte sie auch an dänischen bzw. internationalen Fernsehproduktionen mit: 2020 spielte sie eine Rolle in der schwedisch-isländisch-französischen Fernsehserie Thin Ice, 2022 in der vierten Staffel der dänischen Politserie Borgen, wofür sie für den Svend-Preis als Hoffnung des Jahres nominiert wurde, und 2024 in der US-amerikanischen Serie True Detective.

## Filmografie

### Als Schauspielerin
- 2014: Unnuap Taarnerpaaffiani (Regie: Malik Kleist)
- 2019: Ukiutoqqami Pilluaritsi (Regie: Otto Rosing)
- 2020: Thin Ice
- 2020: Akornatsinniittut – Kiinappalik (Regie: Marc Fussing Rosbach)
- 2021: Ajornavianngilatit (Regie: Aka Hansen)
- 2022: Borgen – Macht und Ruhm (Fernsehserie)
- 2024: True Detective (Fernsehserie)

### Als Regisseurin
- 2017: Snow
- 2019: Pilluarneq Ersigiunnaarpara
- 2020: Updated